# Nir Galim
Nir Galim (hebräisch נִיר גַּלִּים Nīr Gallīm, deutsch ‚Neubruch der Wogen‘) ist eine Siedlung im Regionalverband Chevel Javne in Israel. Sie wurde im 1949 als Moschaw Schitufi (hebräisch מושב שיתופי) gegründet und hieß ursprünglich Nir weGal (hebräisch ניר וגל; deutsch: fruchtbar gemachtes Land (Neuland) und Wasserwelle). Die Gründer waren Holocaustüberlebende aus Ungarn und Osteuropa, darunter Zwillingspärchen, die die Menschenversuche von Josef Mengele überlebt hatten. In der Siedlung leben 1373 Menschen (Stand 2018).
2009 wurde in Nir Galim die Holocaustgedenkstätte Bet haEdut (מוזיאון בית העדות למורשת הציונות הדתית וזיכרון השואה) eingerichtet. Bei der Gedenkstätte befindet sich auch die Skulptur miSchoa liTekuma (hebräisch משׁוֹאָה לתְּקוּמָה; deutsch: von der Schoa zur Wiederauferstehung). Die Skulptur wurde von Katie Steely geschaffen.

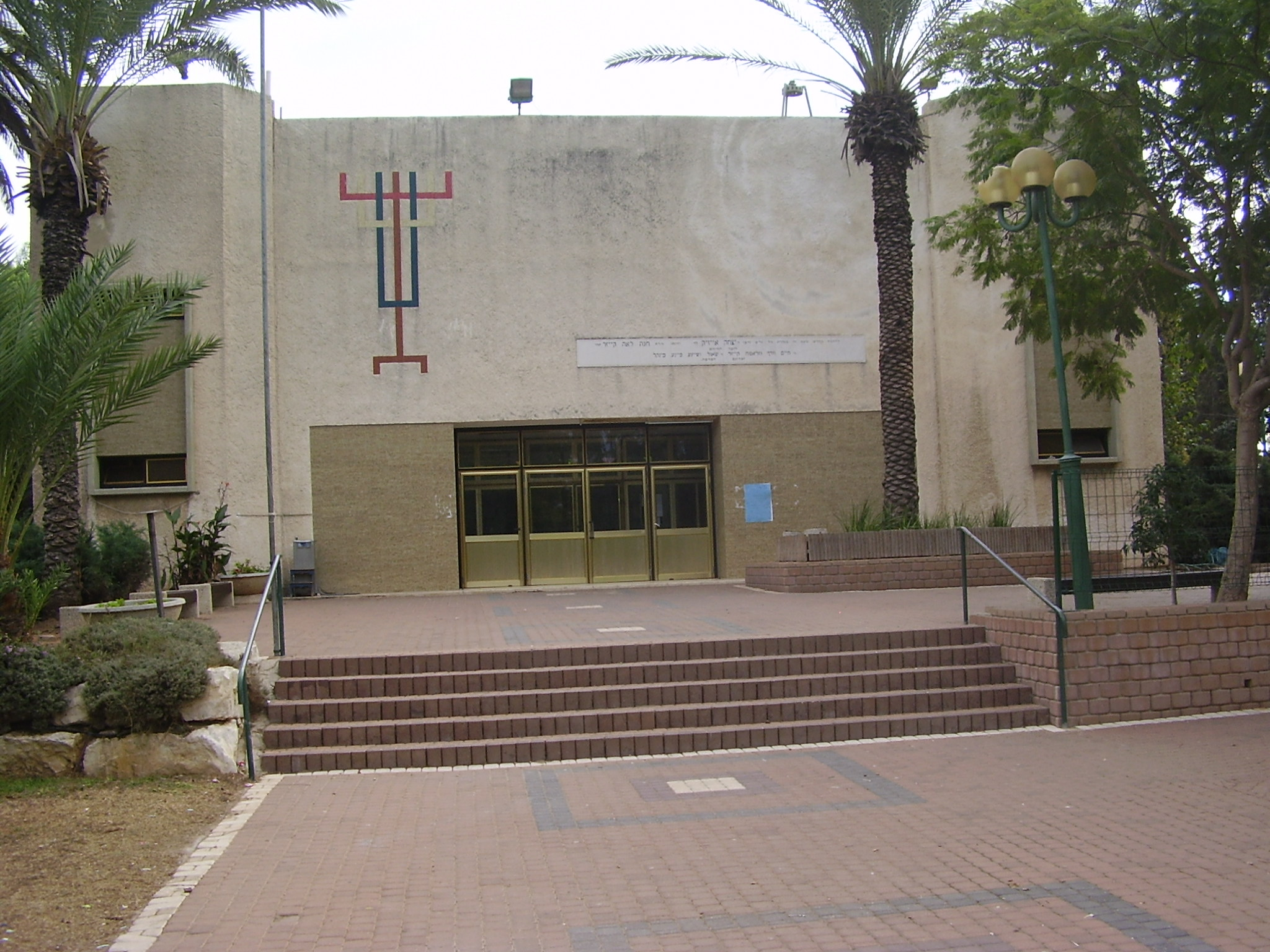
Synagoge
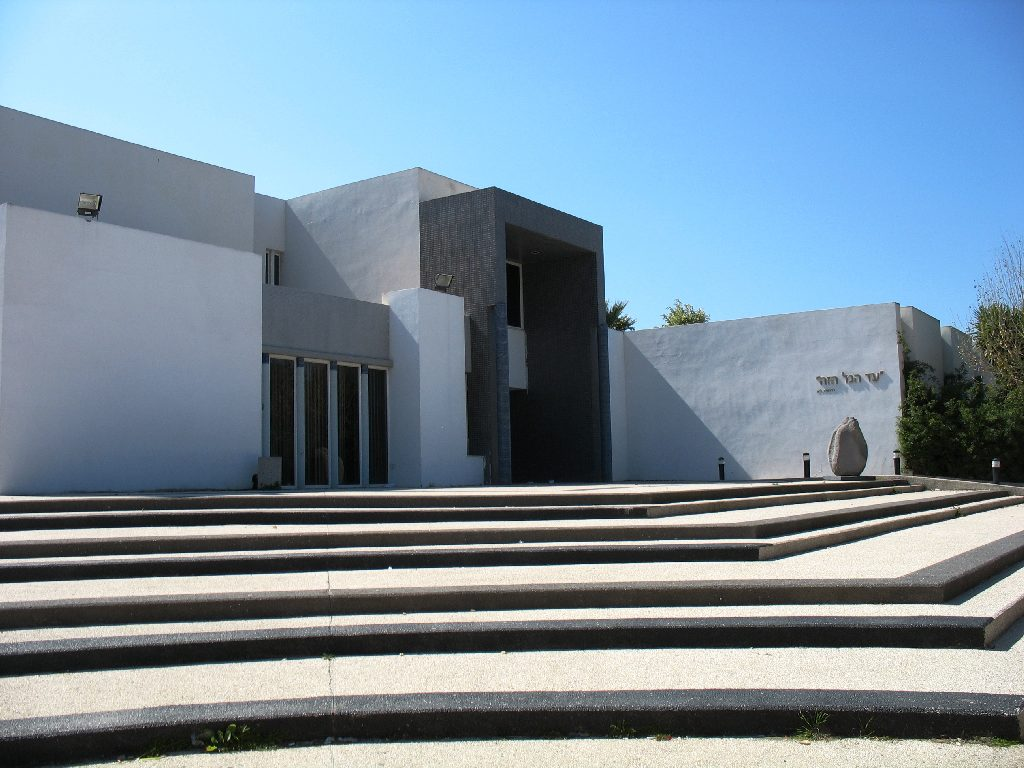
Holocaustgedenkstätte
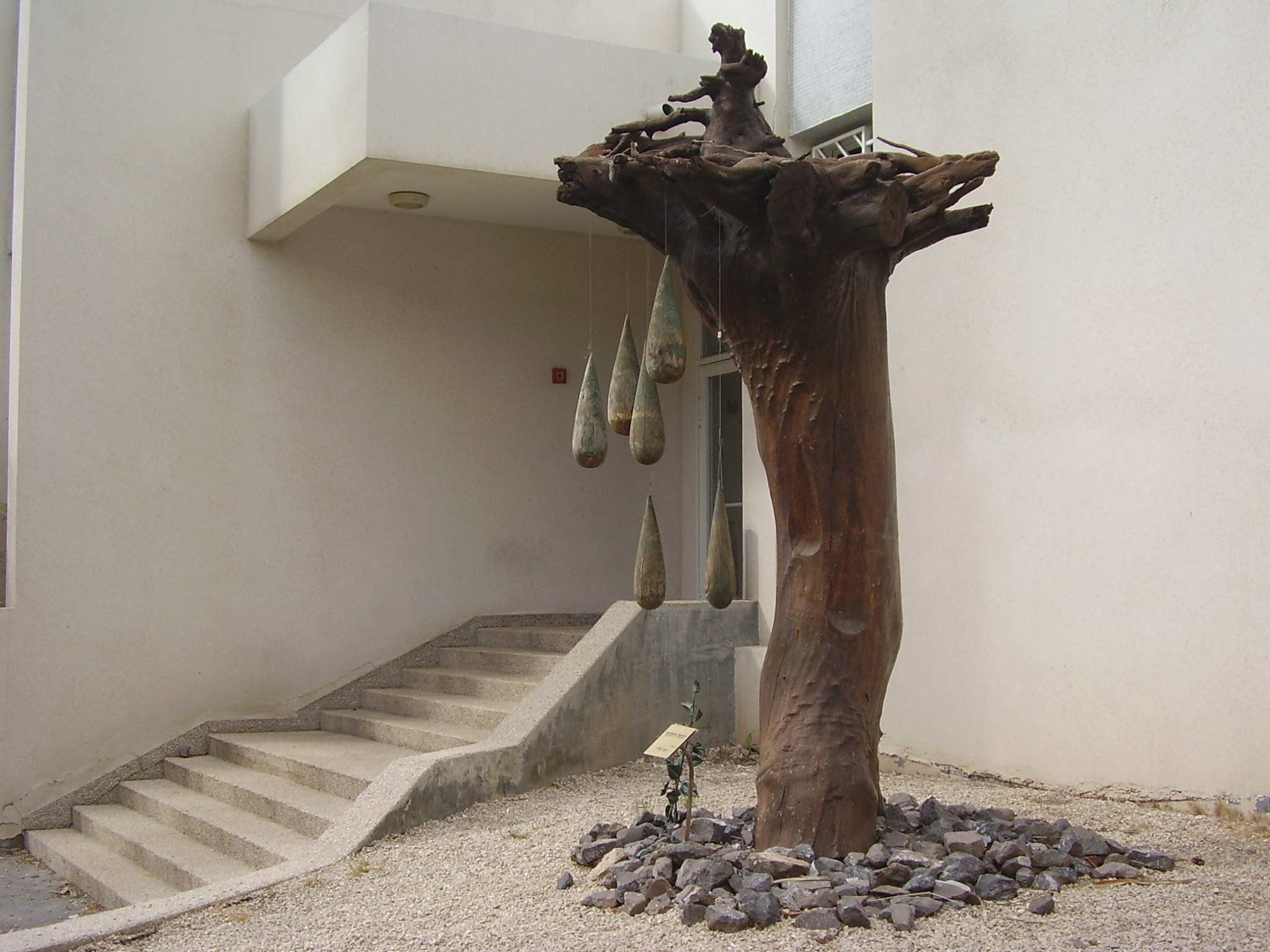
Skulptur miSchoa liTekuma

## Einwohner
Das israelische Zentralbüro für Statistik gibt für Nir Galim folgende Einwohnerzahlen an:
| Jahr der Volkszählung | 1961 | 1972 | 1983 | 1995 | 2001 | 2003 | 2004 | 2005 | 2006 | 2007 | 2008 | 2009 | 2010  | 2011  | 2012  | 2013  | 2014  | 2016  |
| Anzahl der Einwohner  | 242  | 382  | 516  | 521  | 553  | 547  | 563  | 576  | 617  | 628  | 696  | 965  | 1.053 | 1.084 | 1.210 | 1.265 | 1.313 | 1.409 |